# Spirito del Natale Presente
Lo Spirito del Natale presente è un personaggio del racconto di Charles Dickens Canto di Natale. Si ispira alla figura di Father Christmas del folklore britannico.

## Descrizione del personaggio
Lo spirito è descritto dall'autore come un gigante dell'aria gioviale e allegra. Ha capelli riccioluti e scuri che gli scendono sulle spalle e una folta barba. Egli indossa una cappa di stoffa verde orlata di pelliccia bianca, unico suo indumento, che gli ricopre il corpo, lasciando scoperto l'ampio petto ed i piedi nudi. Dalla vita spunta, inoltre, una guaina arrugginita priva di spada all'interno. In testa porta una corona di agrifoglio e regge in una mano una torcia simile ad una cornucopia.
L'incontro tra lo spirito e Scrooge avviene nel salotto della casa di quest'ultimo. In presenza dello spirito la stanza è addobbata da ghirlande e fasci di agrifoglio, edera e altre piante decorative tipiche del Natale. L'entità siede, inoltre, su di un vasto accumulo di vari cibi (arrosti, cacciagione, frutta,  formaggi, dolci e ponce) che venivano consumati, tipicamente durante le festività natalizie.

## Il secondo dei tre spiriti
Dopo essersi presentato, lo spirito mostra a Scrooge la festa di Natale in casa di Bob Cratchit, suo dipendente.  Scrooge ha così l'opportunità di vedere che, anche se povero, lo sfruttato dipendente riesce a passare un allegro Natale assieme all'affettuosa famiglia. Il protagonista ha anche modo di vedere per la prima volta il piccolo Tiny Tim, uno dei figli di Bob, costretto a camminare con una gruccia perché storpio. Vedendolo Scrooge, impietosito, chiede allo spirito se il piccolo Tiny Tim riuscirà a sopravvivere. Lo spirito, facendo una premonizione annuncia, però, al vecchio che se non  muterà atteggiamento il bambino sarà destinato a morire.

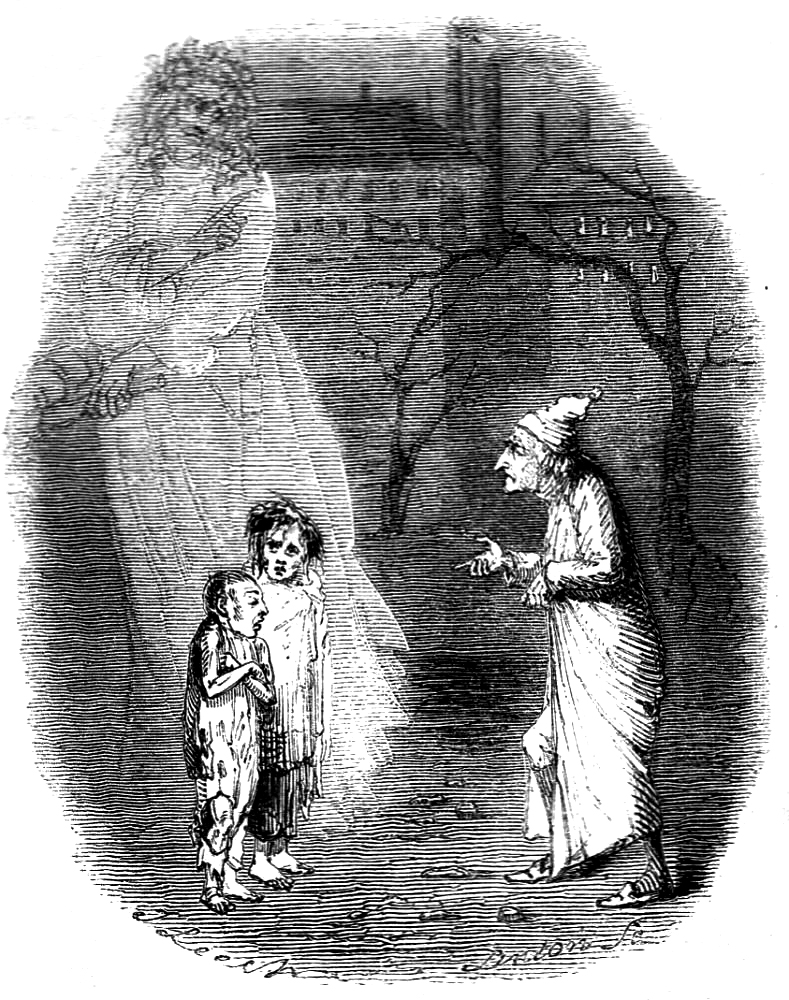
L’ignoranza e la miseria. Illustrazione di John Leech

Successivamente lo spirito del Natale Presente porta Scrooge a vedere come viene festeggiato il Natale da una povera famiglia di minatori, radunata in una capanna, da due uomini di guardia ad un faro e dall'equipaggio di una nave.
Infine, lo spirito ritorna a Londra, dove Scrooge assiste al pranzo di Natale del Nipote Fred. Durante il pasto Il nipote critica più volte lo zio, deridendolo, anche per i suoi modi sgarbati e per il suo odio irrazionale nei confronti del Natale.
Poco prima dello scoccare della mezzanotte Scrooge si accorge che i capelli dello spirito si stanno imbiancando. Lo spirito risponde dicendo che quando giungerà la mezzanotte morirà, infatti la sua vita dura solamente una nottata. Prima di morire, poi lo spirito mostra al vecchio due bambini logori e aggressivi che nascondeva sotto la sua mantella. Spiega, poi, a Scrooge spaventato che i due bambini rappresentano l'ignoranza e la miseria. Risponde infine a Scrooge, preoccupato per il loro destino, usando le stesse parole con cui il protagonista, la notte precedente, aveva congedato due benefattori venuti a chiedergli una donazione per i senzatetto.